# Eleições regionais em Aragão (2007)
As eleições regionais de 2007 em Aragão realizaram-se no dia 27 de Maio de 2007. Neste mesmo dia realizaram-se também eleições regionais em mais 12 das 17 comunidades autónomas da Espanha.
Aragão celebrou as suas sétimas eleições para as Cortes de Aragão desde 1983. Estas Cortes, contam com 67 deputados que se distribuiram na VI Legislatura, que agora termina, da seguinte forma:
| Partido                                     | Lugares |
| ------------------------------------------- | ------- |
| Partido Socialista Operário Espanhol (PSOE) | 27      |
| Partido Popular (PP, direita)               | 22      |
| Chunta Aragonesista (CHA)                   | 9       |
| Partido Aragonês (PAR)                      | 8       |
| Esquerda Unida (IU)                         | 1       |

O Governo de Aragão está a cargo do PSOE em coligação com o PAR, sob a liderança de Marcelino Iglesias.
Alguns dos temas mais importantes tratados durante a legislatura que agora termina foram  a situação económica (que é excelente segundo os membros do governo), as vías de comunicação terrestre, a dinamização do mercado laboral, e a reforma do Estatuto de Autonomía, admitido com amplo apoio do Congresso de Deputados

## Candidatos
Os candidatos dos partidos representados nas Cortes foram:
| Comunidade autónoma e presidente actual | Candidatos |
| --------------------------------------- | --- |
| Aragão Marcelino Iglesias Ricou (PSOE)  | - PSOE: Marcelino Iglesias Ricou - PP: Gustavo Alcalde Sánchez - CHA: Chesús Bernal Bernal - PAR: José Ángel Biel Rivera - IU: Adolfo Barrena Salces |

## Resultados
O PSOE obteve a maioria dos mandatos, embora não tenha conseguido a maioria absoluta.
| Região Autónoma     | Partido | Votos   | %      | Deputados                                                                 | +/- |
| ------------------- | ------- | ------- | ------ | ------------------------------------------------------------------------- | --- |
| Aragão 67 deputados | PSOE    | 273.657 | 41,03% | 30 (15 por Saragoça (província), 9 por Huesca e 6 por Teruel (província)) | +3  |
| Aragão 67 deputados | PP      | 207.375 | 31,09% | 23 (12 por Saragoça, 6 por Huesca e 5 por Teruel)                         | +1  |
| Aragão 67 deputados | PAR     | 80.862  | 12,12% | 9 (4 por Saragoça, 3 por Teruel e 2 por Huesca)                           | +1  |
| Aragão 67 deputados | CHA     | 54.483  | 8,17%  | 4 (3 por Saragoça e 1 por Huesca)                                         | -5  |
| Aragão 67 deputados | IU      | 27.457  | 4,12%  | 1 (por Saragoça)                                                          | =   |